# St Flannan’s Grove
St Flannan’s Grove (deutsch „St. Flannáns Hain“, auch St Flannan’s Well, irisch Tobar Fhlannáin, „Flannáns Quelle“) in Inagh, südlich des Burren im County Clare in Irland, besticht durch “The Unusual Tree”, einen der bekannten fünf heiligen und magischen Baumarten Irlands.
Es ist eine uralte Esche im Zentrum des Gehölzes, in dem St. Flannán im 7. Jahrhundert lebte oder predigte, wie man glaubt. Bäume, Haine, Brunnen und Quellen waren heilige Orte der vorchristlichen Religion in Irland. Die Mönche benutzten sie, um dort zu predigen und die Plätze der heidnischen Bevölkerung mit dem neuen Glauben zu verbinden. Der Hain wird von Bäumen, behängt mit Votivgaben (Rag trees), umgeben.